# Пиросеквенирование

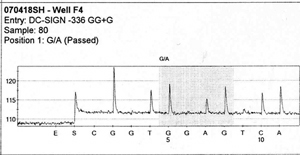
Пример пирограммы, которую отображает прибор по завершении сеанса пиросеквенирования

Пиросеквени́рование — это метод секвенирования ДНК (определение последовательности нуклеотидов в молекуле ДНК), основанный на принципе «секвенирование путём синтеза». При включении нуклеотида происходит детекция высвобождающихся пирофосфатов. Технология была разработана Полом Ниреном (швед. Pål Nyrén) и его студентом Мустафой Ронаги англ. Mostafa Ronaghi) в Королевском технологическом институте (Стокгольм) в 1996 году.

## Процедура

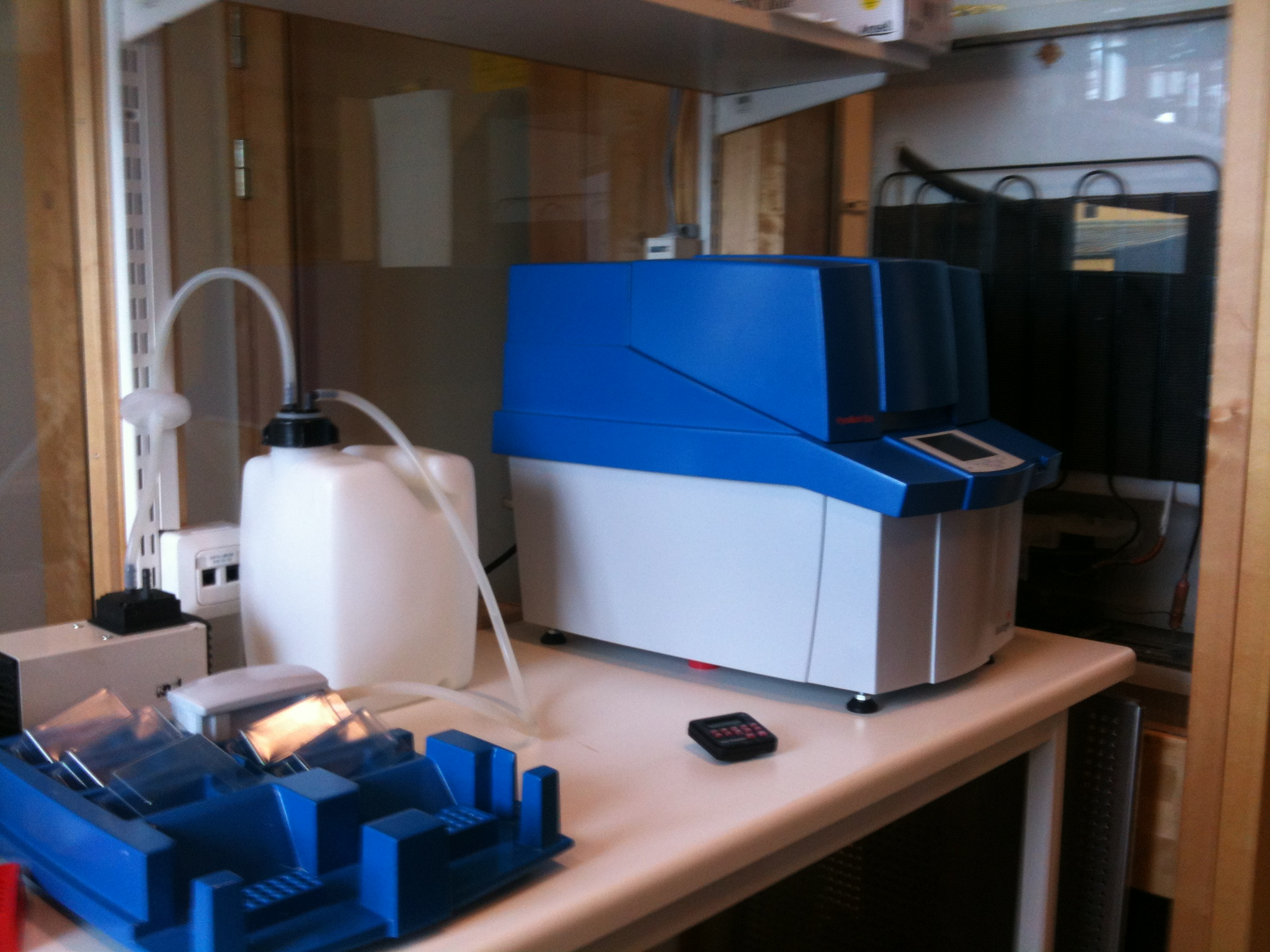
Пиросеквенатор Pyromark Q24 с рабочей станцией

Идея пиросеквенирования заключается в регистрации пирофосфата, который образуется при присоединении очередного нуклеотида ДНК-полимеразой. Детекция пирофосфата осуществляется за счёт каскада химических реакций, который заканчивается выделением кванта света.
Прежде всего создаётся иммобилизованная на твёрдой фазе клональная библиотека одноцепочечных фрагментов ДНК (например, при помощи мостиковой полимеразной цепной реакции, ПЦР). Ко всем фрагментам ДНК присоединяется адаптер, с которым будет комплементарно связываться праймер — затравка для синтеза комплементарной цепи ДНК-полимеразой. Далее производится серия последовательных циклов, в процессе которых к закреплённой на твёрдой фазе ДНК по очереди добавляют дезоксинуклеотидтрифосфаты всех четырёх типов: A, T, G, C. Если на секвенируемой цепи ДНК есть комплементарный к добавленному нуклеотид, то при образовании фосфодиэфирной связи побочным продуктом станет пирофосфат. Он активирует каскад химических реакций: пирофосфат вместе с аденозинсульфофосфатом (АСФ) при помощи фермента АТФ-сульфурилазы образуют АТФ, который является источником энергии для проведения реакции окисления люциферина в оксилюциферин с выделением кванта света. Интенсивность выделяемого света пропорциональна числу включённых в цепь нуклеотидов (чем больше подряд одинаковых нуклеотидов, тем сильнее световой сигнал). Детекция света осуществляется ПЗС-матрицей и анализируется с помощью программного обеспечения, которое строит по пирограмме последовательность нуклеотидов. Нуклеотиды, не вовлечённые в синтез новой цепи, а также АТФ разрушаются ферментом апиразой. После этого начинается следующий цикл, то есть добавляется нуклеотид другого типа.

Принцип пиросеквенирования

Позднее Маргулис и соавторы предложили сочетание пиросеквенирования с эмульсионной ПЦР.

## Коммерциализация
Компания Pyrosequencing AB, которая располагается в Уппсале, Швеция, коммерциализовала технологию и реагенты для секвенирования коротких участков ДНК. В 2003 году Pyrosequencing AB переименована в «Biotage». В 2008 году Qiagen приобрел Biotage. На принципе пиросеквенирования основана коммерческая технология 454 Life Sciences (компания Roche Applied Science).

## Достоинства и недостатки
По сравнению с секвенированием по Сэнгеру, пиросеквенирование выгодно отличается стоимостью, а также тем, что за один раз можно получить сотни тысяч прочтений. Однако пиросеквенирование имеет и ряд недостатков. Так, с помощью этого метода невозможно безошибочно секвенировать протяжённые участки, состоящие из одного и того же нуклеотида. Кроме того, оно позволяет получать лишь прочтения небольшой длины. Четвёртое поколение технологий пиросеквенирования, например, GS FLX Titanium, позволяет получать прочтения длиной более 400 пар оснований. 